# Морска минога
Морска минога (Petromyzon marinus) е вид безчелюстна риба от семейство Миногови (Petromyzontidae). Видът не е застрашен от изчезване.

## Разпространение и местообитание
Разпространен е в Албания, Алжир, Белгия, Босна и Херцеговина, Великобритания, Германия, Гибралтар, Гренландия, Дания, Египет, Ирландия, Исландия, Испания, Италия, Канада, Латвия, Либия, Литва, Малта, Ман, Мароко, Мексико, Монако, Нидерландия, Норвегия, Полша, Португалия, Русия, САЩ, Словения, Сърбия, Тунис, Турция, Фарьорски острови, Финландия, Франция, Хърватия, Швейцария и Швеция.
Обитава крайбрежията и пясъчните и скалисти дъна на сладководни и полусолени басейни, океани, морета, заливи, реки, потоци и канали. Среща се на дълбочина от 0,4 до 2100 m, при температура на водата от 2 до 16,6 °C и соленост 8,9 – 35,8 ‰.

## Описание
На дължина достигат до 1,2 m, а теглото им е не повече от 2500 g.
Продължителността им на живот е около 11 години. Популацията на вида е стабилна.

## Галерия
- Видео на дишането на Petromyzon marinus